# روژنا
روژنا (به چکی: Rožná) یک منطقهٔ مسکونی در جمهوری چک است که در ناحیه ژدار ناد سازاووو واقع شده‌است. روژنا ۱۲٫۸۷ کیلومتر مربع مساحت و ۷۶۵ نفر جمعیت دارد و ۴۶۰ متر بالاتر از سطح دریا واقع شده‌است.